# Ері (округ, Пенсільванія)
Шаблон:StateAbbr_ 42°06′ пн. ш. 80°06′ зх. д. / 42.1° пн. ш. 80.1° зх. д.
Округ  Ері (англ. Erie County) — округ (графство) у штаті  Пенсільванія, США. Ідентифікатор округу 42049.

## Історія
Округ утворений 1800 року.

## Демографія
За даними перепису 
2000 року 
загальне населення округу становило 280843 осіб, зокрема міського населення було 226173, а сільського — 54670.
Серед мешканців округу чоловіків було 136967, а жінок — 143876. В окрузі було 106507 домогосподарств, 71039 родин, які мешкали в 114322 будинках.
Середній розмір родини становив 3,07.
Віковий розподіл населення поданий у таблиці:
| Стать    | До 15 років | 15-21 | 22-29 | 30-39 | 40-49 | 50-65 | 65-85 | Понад 85 |
| -------- | ----------- | ----- | ----- | ----- | ----- | ----- | ----- | -------- |
| Чоловіки | 29683       | 16199 | 14173 | 19168 | 21477 | 20158 | 14756 | 1353     |
| Жінки    | 28005       | 15783 | 13746 | 19262 | 21750 | 21183 | 20608 | 3539     |

## Суміжні округи
- Галдіманд, Канада — північ
- Чотоква, Нью-Йорк — північний схід
- Воррен — південний схід
- Кроуфорд — південь
- Ештабула, Огайо — південний захід
- Норфолк, Канада — північний захід

## Виноски
1. ↑  U.S. Decennial Census. United States Census Bureau. Архів оригіналу за 26 квітня 2015. Процитовано 5 березня 2015.
2. ↑  Historical Census Browser. University of Virginia Library. Архів оригіналу за 11 серпня 2012. Процитовано 5 березня 2015.
3. ↑  Forstall, Richard L., ред. (24 березня 1995). Population of Counties by Decennial Census: 1900 to 1990. United States Census Bureau. Архів оригіналу за 20 березня 2015. Процитовано 5 березня 2015.
4. ↑  Census 2000 PHC-T-4. Ranking Tables for Counties: 1990 and 2000 (PDF). United States Census Bureau. 2 квітня 2001. Архів оригіналу (PDF) за 18 грудня 2014. Процитовано 5 березня 2015.
5. ↑  State & County QuickFacts. United States Census Bureau. Архів оригіналу за 6 червня 2011. Процитовано 16 листопада 2013.(англ.) Наведено за англійською вікіпедією.
6. ↑  American FactFinder. Бюро перепису населення США. Архів оригіналу за 21 травня 2008. Процитовано 31 січня 2008.

| США | Це незавершена стаття з географії США. Ви можете допомогти проєкту, виправивши або дописавши її. |